# Звёздная (станция метро)
«Звёздная» — станция Петербургского метрополитена. Входит в состав Московско-Петроградской линии, расположена между станциями «Московская» и «Купчино».
Станция открыта 25 декабря 1972 года в составе участка «Московская» — «Купчино», расположившегося на действовавшей к тому моменту служебной соединительной ветви от станции «Московская» к ТЧ-3. Выход со станции расположен на перекрёстке улиц Звёздной и Ленсовета.
По этому названию определена тематика оформления станции — покорение космического пространства.
Главный инженер проекта — Г. П. Конончук (ЛМГТ).
Является последней построенной в Ленинграде «классической» станцией закрытого типа, после чего на смену пришли односводчатые станции глубокого заложения.

## Наземные сооружения
Оформление павильона станции выполнено по проекту архитекторов А. С. Гецкина, В. П. Шуваловой и Н. И. Згодько. Круглый эскалаторный зал перекрыт куполом белого цвета, выносное декоративное кольцо у его основания выполнено золотой смальтой. В кассовом зале установлена скульптурная композиция, посвящённая Юрию Гагарину (скульпторы Э. Р. Озоль, И. Н. Костюхин и В. С. Новиков).

## Подземные сооружения
«Звёздная» — станция закрытого типа («горизонтальный лифт») глубокого заложения (глубина ≈ 22 м). По краям платформ установлены платформенные раздвижные двери. Последняя станция данного типа, введённая в эксплуатацию. Подземный зал сооружён по проекту архитекторов Ю. В. Билинского, Г. А. Михайлова и Г. А. Шихалевой.
Тематика художественного оформления станции посвящена освоению космического пространства. Стены облицованы светлым мрамором «коелга», горизонтальные швы декорированы алюминиевыми профилями. Световой карниз выполнен из алюминиевых листов с разнообразной фактурной отделкой. Торцевая стена подземного зала украшена декоративными алюминиевыми решётками с изображением звёзд.
Композиции подземного зала станции придано некоторое своеобразие за счёт наклона стен внутрь. Подобное оформление также имеют станции «Площадь Александра Невского» и «Ломоносовская» Невско-Василеостровской линии.
Наклонный ход, содержащий три эскалатора, расположен в северном торце станции; в 2018 году светильники наклонного хода были заменены со «световых столбиков» на «факелы».

## Особенности проекта и станции
- Сооружение участка «Звёздная» ― «Купчино» проходило в сложных гидрогеологических условиях — в твёрдых слоях кварцевого песчаника, пронизанного водоносными прослойками, что исключало применение механических щитов. По этой причине весь участок разрабатывался буровзрывным способом[3].
- Как и на соседней «Московской», на станции имеются служебные станционные двери; они расположены в южном торце станции и скрыты от пассажиров за декоративной решеткой.

## Галерея

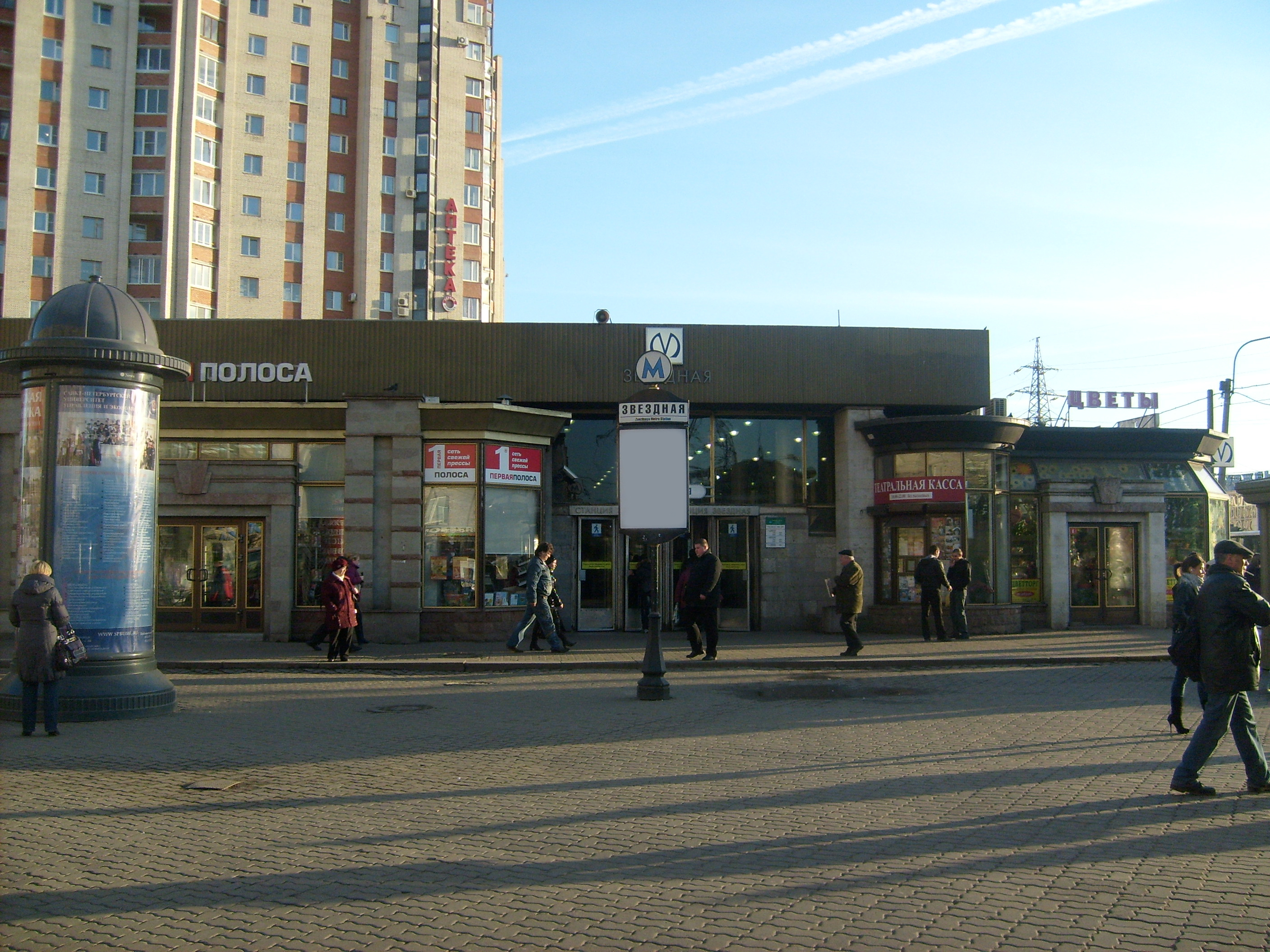
Вестибюль станции
Барельеф Ю. А. Гагарина

## Наземный транспорт

### Автобусные маршруты
| №   | Пересадки | Конечный пункт 1              | Конечный пункт 2                               |
| --- | --- | ----------------------------- | ---------------------------------------------- |
| 16  | ― | Звёздная улица                | Парк Победы                                    |
| 34  | Шушары | Звёздная улица                | Шушары, Старорусский проспект                  |
| 36  | Парк Победы Бухарестская | Московское шоссе, 33          | Мгинская улица                                 |
| 50  | Купчино Московская Парк Победы Электросила Московские ворота Фрунзенская Технологический институт Сенная площадь Спасская Садовая | Малая Балканская улица        | Театральная площадь                            |
| 59  | Московская Проспект Славы | Звёздная улица                | Бухарестская                                   |
| 64  | Электросила Московские ворота | Звёздная улица                | Воздухоплавательный парк                       |
| 116 | Проспект Славы Елизаровская | Московское шоссе, 33          | Большой Смоленский проспект                    |
| 141 | Московская Проспект Славы Обводный Канал Лиговский Проспект                                                                       | Звёздная улица                | Площадь Восстания Маяковская Московский вокзал |
| 179 | Царское Село | Павловск                      | Звёздная                                       |
| 186 | Купчино Шушары | Звёздная улица                | Пушкин, Красносельское шоссе                   |
| 192 | ― | Звёздная улица                | Колпино                                        |
| 231 | ― | Улица Орджоникидзе            | Московское шоссе, 33                           |
| 232 | Аэропорт | Витебский проспект            | 19 км (Сарицкая улица)                         |
| 241 | Пролетарская Дунайская | Улица Грибакиных              | Проспект Ветеранов                             |
| 256 | Ульянка Проспект Ветеранов Ленинский проспект                                                                                     | Проспект Маршала Жукова       | Купчино                                        |
| 281 | Шушары Московская Парк Победы Электросила Московские Ворота                                                                       | Шушары, Старорусский проспект | Московские ворота                              |
| 286 | Парк Победы | Московское шоссе, 33          | Балтийская Балтийский вокзал                   |
| 287 | Дунайская Шушары Купчино | Звёздная улица                | Звёздная улица                                 |

### Трамвайные маршруты
| №  | Пересадки                                            | Конечный пункт 1    | Конечный пункт 2 |
| -- | ---------------------------------------------------- | ------------------- | ---------------- |
| 29 | Московские Ворота Электросила Парк Победы Московская | Трамвайный парк № 1 | Мясокомбинат     |

## В культуре
- Наряду со станциями «Парк Победы» и «Купчино» упоминается в песне «Звёздная» группы «Телевизор»
- Станции посвящена песня «Звёздная» группы БЦХ (Витя Исаев)